# Maximiliano Hernández Martínez

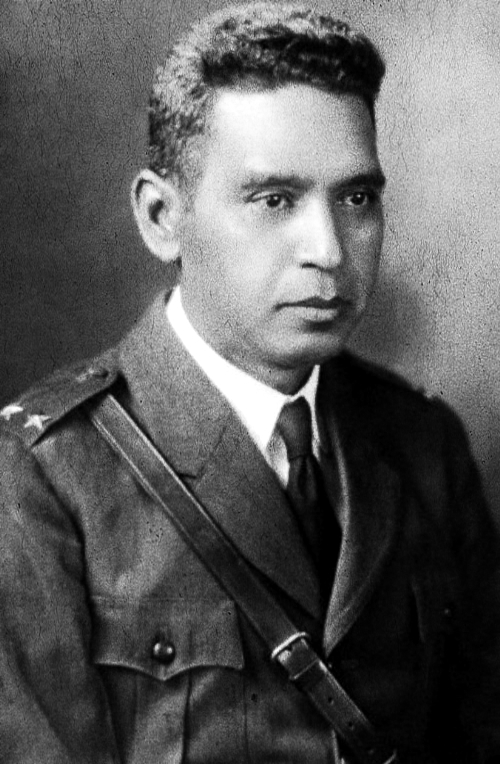
Hernández Martínez

Maximiliano Hernández Martínez (San Matías, 21 oktober 1882 – Jamastrán (Honduras), 15 mei 1966) was een fascistisch politicus en militair uit El Salvador, en president van dat land van 1931 tot 1944.
Hij vocht in 1906 in de burgeroorlog, en hij werd in 1919 tot brigadier-generaal benoemd.
Na een periode van politieke onrust waarbij de prijzen van koffie, El Salvadors belangrijkste exportproduct, daalde greep hij op 4 december 1931 de macht. In 1932 brak er een opstand onder de boeren uit. Hernández startte een campagne van geweld gericht tegen alles wat communistisch was, of waarvan dat verdacht werd. Spaans werd de enige toegelaten taal, inheemse talen zoals Pipil werden verboden en sprekers van inheemse talen of dragers van inheemse kledij zoals de Pipil werden massaal geëxecuteerd. Mensen met blond haar of een Oost-Europees accent werden ervan verdacht Russisch te zijn en werden als communisten vermoord.  Deze slachting staat bekend als La Matanza en kostte aan 10.000 tot 40.000 mensen het leven.
Hernández' regering werd gekenmerkt door economische groei, maar ook door brute onderdrukking van de oppositie. Aanvankelijk werd Hernández gesteund door de Verenigde Staten die hem als bondgenoot zagen voor een eventuele communistische dreiging. Bij het uitbreken van de Tweede Wereldoorlog nam de Amerikaanse steun echter af omdat Hernández fascist was en dus een potentiële bondgenoot van de asmogendheden.
In 1944 brak er onder studenten een opstand uit waardoor Hernández werd gedwongen naar Honduras te vluchten. De opstand sloeg over naar Guatemala waar Jorge Ubico uit het zadel werd gestoten.

## Citaat
"Het is een grotere misdaad een vlieg te vermoorden dan een mens te vermoorden, want als een vlieg sterft, sterft hij voor altijd, terwijl een mens reïncarneert."